# Portage (Utah)
Portage és una població dels Estats Units a l'estat de Utah. Segons el cens del 2000 tenia 257 habitants.

## Demografia
Segons el cens del 2000, Portage tenia 257 habitants, 75 habitatges, i 62 famílies. La densitat de població era de 43,5 habitants per km².
Dels 75 habitatges en un 46,7% hi vivien nens de menys de 18 anys, en un 73,3% hi vivien parelles casades, en un 4% dones solteres, i en un 17,3% no eren unitats familiars. En el 14,7% dels habitatges hi vivien persones soles el 8% de les quals corresponia a persones de 65 anys o més que vivien soles. El nombre mitjà de persones vivint en cada habitatge era de 3,43 i el nombre mitjà de persones que vivien en cada família era de 3,84.
Per edats la població es repartia de la següent manera: un 39,7% tenia menys de 18 anys, un 5,4% entre 18 i 24, un 23,7% entre 25 i 44, un 20,2% de 45 a 60 i un 10,9% 65 anys o més.
L'edat mediana era de 30 anys. Per cada 100 dones de 18 o més anys hi havia 101,3 homes.
La renda mediana per habitatge era de 43.125 $ i la renda mediana per família de 48.333 $. Els homes tenien una renda mediana de 45.417 $ mentre que les dones 24.688 $. La renda per capita de la població era de 13.257 $. Entorn de l'1,7% de les famílies i el 8,7% de la població estaven per davall del llindar de pobresa.

## Poblacions més properes
El següent diagrama mostra les poblacions més properes.